# Alexandru Mitriță
Alexandru Ionuț Mitriță (Craiova, 8 febbraio 1995) è un calciatore rumeno, centrocampista dello Zhejiang Zhiye e della nazionale rumena.

## Biografia
È nipote dell'ex calciatore Dumitru Mitriță.

## Carriera

### Club
Inizia la carriera al Turnu Severin e nel 2013 viene acquistato dal Viitorul Costanza. Nel 2013 passa in prestito per una stagione alle giovanili della Steaua Bucarest.
Il 21 luglio 2015 viene ufficializzato il suo passaggio al Pescara. Fa il suo esordio con gli abruzzesi il 16 agosto nella sfida di Coppa Italia con il Torino, persa per 4-1, mentre la prima in Serie B arriva l'11 ottobre nella sconfitta esterna contro l'Ascoli.
Il 4 febbraio 2019 lascia l'Europa per gli Stati Uniti: viene infatti ufficializzato il passaggio del calciatore rumeno al New York City. Il 2 marzo esordisce da titolare in MLS; durante la partita fornisce l'assist per il momentaneo 0-2 di Ring, risultato rimontato e terminato 2-2 contro l'Orlando City. Il 17 marzo realizza la prima rete nella lega americana aprendo le marcature contro il Los Angeles FC.
Il 25 settembre realizza la prima tripletta della carriera, reti realizzate nei primi 34 minuti di gioco contro l'Atlanta United. Termina la prima stagione con 32 presenze e 13 reti. La stagione successiva esordisce con la prima presenza in Champions League, in cui realizza la rete del definitivo 3-5, su ribattuta del calcio di rigore, per il City contro il San Carlos.
Il 31 agosto 2021 viene ceduto in prestito al PAOK.

### Nazionale
Dopo aver fatto parte delle selezioni Under-17, Under-18 e Under-19, il 5 marzo 2014 fa il suo esordio in Under-21 nella partita contro le Fær Øer, valida per le qualificazioni all'Europeo 2015.

## Statistiche

### Presenze e reti nei club
Statistiche aggiornate all'11 maggio 2020.
| Stagione                 | Squadra                  | Campionato               | Campionato | Campionato | Coppe nazionali | Coppe nazionali | Coppe nazionali | Coppe continentali | Coppe continentali | Coppe continentali | Altre coppe | Altre coppe | Altre coppe | Totale | Totale | Totale |
| Stagione                 | Squadra                  | Comp                     | Pres       | Reti       | Comp            | Pres            | Reti            | Comp               | Pres               | Reti               | Comp        | Pres        | Reti        | Pres   | Reti   |        |
| ------------------------ | ------------------------ | ------------------------ | ---------- | ---------- | --------------- | --------------- | --------------- | ------------------ | ------------------ | ------------------ | ----------- | ----------- | ----------- | ------ | ------ | ------ |
| 2011-2012                | Turnu Severin            | L2                       | 4          | 0          | CR              | 0               | 0               | -                  | -                  | -                  | -           | -           | -           | 4      | 0      |        |
| 2012-2013                | Viitorul Costanza        | L1                       | 7          | 0          | CR              | 0               | 0               | -                  | -                  | -                  | -           | -           | -           | 7      | 0      |        |
| ago. 2013                | Steaua Bucarest          | L1                       | 0          | 0          | CR              | 1               | 0               | UCL                | -                  | -                  | SR          | -           | -           | 1      | 0      |        |
| ago. 2013-2014           | Viitorul Costanza        | L1                       | 15         | 1          | CR              | 0               | 0               | -                  | -                  | -                  | -           | -           | -           | 15     | 1      |        |
| 2014-2015                | Viitorul Costanza        | L1                       | 27         | 5          | CR+CdL          | 0+2             | 1               | -                  | -                  | -                  | -           | -           | -           | 29     | 6      |        |
| ago. 2015                | Viitorul Costanza        | L1                       | 1          | 0          | CR+CdL          | 0               | 0               | -                  | -                  | -                  | -           | -           | -           | 1      | 0      |        |
| Totale Viitorul Costanza | Totale Viitorul Costanza | Totale Viitorul Costanza | 50         | 6          |                 | 2               | 1               |                    | -                  | -                  |             | -           | -           | 52     | 7      |        |
| ago. 2015-2016           | Pescara                  | B                        | 18+1       | 1          | CI              | 1               | 0               | -                  | -                  | -                  | -           | -           | -           | 20     | 1      |        |
| 2016-2017                | Pescara                  | A                        | 15         | 1          | CI              | 2               | 0               | -                  | -                  | -                  | -           | -           | -           | 17     | 1      |        |
| Totale Pescara           | Totale Pescara           | Totale Pescara           | 33+1       | 2          |                 | 3               | 0               |                    | -                  | -                  |             | -           | -           | 37     | 2      |        |
| 2017-2018                | CSU Craiova              | L1                       | 21+10      | 7+5        | CR              | 5               | 4               | UEL                | 2                  | 0                  | SR          | 1           | 0           | 39     | 16     |        |
| 2018-gen. 2019           | CSU Craiova              | L1                       | 18         | 13         | CR              | 1               | 0               | UEL                | 2                  | 0                  | -           | -           | -           | 21     | 13     |        |
| Totale Craiova           | Totale Craiova           | Totale Craiova           | 49         | 25         |                 | 6               | 4               |                    | 4                  | 0                  |             | 1           | 0           | 60     | 29     |        |
| 2019                     | New York City            | MLS                      | 29+1       | 12         | USOC            | 2               | 1               |                    |                    |                    |             |             |             | 32     | 13     |        |
| 2020                     | New York City            | MLS                      | 10         | 4          |                 | -               | -               | CCL                | 3                  | 1                  | MisB        | 4           | 0           | 17     | 5      |        |
| Totale New York City     | Totale New York City     | Totale New York City     | 39+1       | 16         |                 | 2               | 1               |                    | 3                  | 1                  |             | 4           | 0           | 49     | 18     |        |
| 2020-2021                | Al-Ahli                  | SPL                      | 25         | 4          | KCC             | 1               | 0               | ACL                | 3                  | 0                  | -           | -           | -           | 29     | 4      |        |
| 2021-2022                | PAOK                     | SL                       | 24         | 1          | KE              | 5               | 1               | UECL               | 9                  | 1                  | -           | -           | -           | 38     | 3      |        |
| 2022-2023                | Al-Ra'ed                 | SPL                      | 28         | 6          | KCC             | 0               | 0               | -                  | -                  | -                  | -           | -           | -           | 28     | 6      |        |
| Totale carriera          | Totale carriera          | Totale carriera          | 254        | 60         |                 | 20              | 7               |                    | 19                 | 2                  |             | 5           | 0           | 298    | 69     |        |

### Cronologia presenze e reti in nazionale
| Cronologia completa delle presenze e delle reti in nazionale ― Romania | Cronologia completa delle presenze e delle reti in nazionale ― Romania | Cronologia completa delle presenze e delle reti in nazionale ― Romania | Cronologia completa delle presenze e delle reti in nazionale ― Romania | Cronologia completa delle presenze e delle reti in nazionale ― Romania | Cronologia completa delle presenze e delle reti in nazionale ― Romania | Cronologia completa delle presenze e delle reti in nazionale ― Romania | Cronologia completa delle presenze e delle reti in nazionale ― Romania |
| Data                                                                   | Città                                                                  | In casa                                                                | Risultato                                                              | Ospiti                                                                 | Competizione                                                           | Reti                                                                   | Note                                                                   |
| ---------------------------------------------------------------------- | ---------------------------------------------------------------------- | ---------------------------------------------------------------------- | ---------------------------------------------------------------------- | ---------------------------------------------------------------------- | ---------------------------------------------------------------------- | ---------------------------------------------------------------------- | ---------------------------------------------------------------------- |
| 24-3-2018                                                              | Netanya                                                                | Israele                                                                | 1 – 2                                                                  | Romania                                                                | Amichevole                                                             | -                                                                      | 61’                                                                    |
| 27-3-2018                                                              | Craiova                                                                | Romania                                                                | 1 – 0                                                                  | Svezia                                                                 | Amichevole                                                             | -                                                                      | 54’                                                                    |
| 5-6-2018                                                               | Ploiești                                                               | Romania                                                                | 2 – 0                                                                  | Finlandia                                                              | Amichevole                                                             | -                                                                      | 80’                                                                    |
| 7-9-2018                                                               | Ploiești                                                               | Romania                                                                | 0 – 0                                                                  | Montenegro                                                             | UEFA Nations League 2018-2019 - 1º turno                               | -                                                                      | 68’                                                                    |
| 10-9-2018                                                              | Belgrado                                                               | Serbia                                                                 | 2 – 2                                                                  | Romania                                                                | UEFA Nations League 2018-2019 - 1º turno                               | -                                                                      | 61’                                                                    |
| 11-10-2018                                                             | Vilnius                                                                | Lituania                                                               | 1 – 2                                                                  | Romania                                                                | UEFA Nations League 2018-2019 - 1º turno                               | -                                                                      | 78’                                                                    |
| 23-3-2019                                                              | Solna                                                                  | Svezia                                                                 | 2 – 1                                                                  | Romania                                                                | Qual. Euro 2020                                                        | -                                                                      | 46’                                                                    |
| 12-10-2019                                                             | Tórshavn                                                               | Fær Øer                                                                | 0 – 3                                                                  | Romania                                                                | Qual. Euro 2020                                                        | 1                                                                      | 69’                                                                    |
| 15-10-2019                                                             | Bucarest                                                               | Romania                                                                | 1 – 1                                                                  | Norvegia                                                               | Qual. Euro 2020                                                        | 1                                                                      | 78’                                                                    |
| 15-11-2019                                                             | Bucarest                                                               | Romania                                                                | 0 – 2                                                                  | Svezia                                                                 | Qual. Euro 2020                                                        | -                                                                      |                                                                        |
| 18-11-2019                                                             | Madrid                                                                 | Spagna                                                                 | 5 – 0                                                                  | Romania                                                                | Qual. Euro 2020                                                        | -                                                                      | 56’                                                                    |
| 8-10-2020                                                              | Reykjavík                                                              | Islanda                                                                | 2 – 1                                                                  | Romania                                                                | Qual. Euro 2020                                                        | -                                                                      | 46’                                                                    |
| 11-10-2020                                                             | Oslo                                                                   | Norvegia                                                               | 4 – 0                                                                  | Romania                                                                | UEFA Nations League 2020-2021 - 1º turno                               | -                                                                      | 63’                                                                    |
| 14-10-2020                                                             | Ploiești                                                               | Romania                                                                | 0 – 1                                                                  | Austria                                                                | UEFA Nations League 2020-2021 - 1º turno                               | -                                                                      | 77’                                                                    |
| 8-10-2021                                                              | Amburgo                                                                | Germania                                                               | 2 – 1                                                                  | Romania                                                                | Qual. Mondiali 2022                                                    | -                                                                      | 82’                                                                    |
| 11-10-2021                                                             | Bucarest                                                               | Romania                                                                | 1 – 0                                                                  | Armenia                                                                | Qual. Mondiali 2022                                                    | 1                                                                      | 62’                                                                    |
| 25-3-2022                                                              | Bucarest                                                               | Romania                                                                | 0 – 1                                                                  | Grecia                                                                 | Amichevole                                                             | -                                                                      | 62’                                                                    |
| 4-6-2022                                                               | Podgorica                                                              | Montenegro                                                             | 2 – 0                                                                  | Romania                                                                | UEFA Nations League 2022-2023 - 1º turno                               | -                                                                      | 65’                                                                    |
| 6-9-2024                                                               | Pristina                                                               | Kosovo                                                                 | 0 – 3                                                                  | Romania                                                                | UEFA Nations League 2024-2025 - 1º turno                               | -                                                                      | 86’ 90+5’                                                              |
| 9-9-2024                                                               | Bucarest                                                               | Romania                                                                | 3 – 1                                                                  | Lituania                                                               | UEFA Nations League 2024-2025 - 1º turno                               | 1                                                                      | 70’                                                                    |
| 18-11-2024                                                             | Bucarest                                                               | Romania                                                                | 4 – 1                                                                  | Cipro                                                                  | UEFA Nations League 2024-2025 - 1º turno                               | -                                                                      | 84’                                                                    |
| 21-3-2025                                                              | Bucarest                                                               | Romania                                                                | 0 – 1                                                                  | Bosnia ed Erzegovina                                                   | Qual. Mondiali 2026                                                    | -                                                                      | 74’                                                                    |
| 24-3-2025                                                              | Serravalle                                                             | San Marino                                                             | 1 – 5                                                                  | Romania                                                                | Qual. Mondiali 2026                                                    | -                                                                      | 46’                                                                    |
| 7-6-2025                                                               | Vienna                                                                 | Austria                                                                | 2 – 1                                                                  | Romania                                                                | Qual. Mondiali 2026                                                    | -                                                                      | 84’                                                                    |
| 10-6-2025                                                              | Bucarest                                                               | Romania                                                                | 2 – 0                                                                  | Cipro                                                                  | Qual. Mondiali 2026                                                    | -                                                                      | 56’                                                                    |
| Totale                                                                 |                                                                        | Presenze                                                               | 25                                                                     |                                                                        | Reti                                                                   | 4                                                                      |                                                                        |

| Cronologia completa delle presenze e delle reti in nazionale ― Romania under 21 | Cronologia completa delle presenze e delle reti in nazionale ― Romania under 21 | Cronologia completa delle presenze e delle reti in nazionale ― Romania under 21 | Cronologia completa delle presenze e delle reti in nazionale ― Romania under 21 | Cronologia completa delle presenze e delle reti in nazionale ― Romania under 21 | Cronologia completa delle presenze e delle reti in nazionale ― Romania under 21 | Cronologia completa delle presenze e delle reti in nazionale ― Romania under 21 | Cronologia completa delle presenze e delle reti in nazionale ― Romania under 21 |
| Data                                                                            | Città                                                                           | In casa                                                                         | Risultato                                                                       | Ospiti                                                                          | Competizione                                                                    | Reti                                                                            | Note                                                                            |
| ------------------------------------------------------------------------------- | ------------------------------------------------------------------------------- | ------------------------------------------------------------------------------- | ------------------------------------------------------------------------------- | ------------------------------------------------------------------------------- | ------------------------------------------------------------------------------- | ------------------------------------------------------------------------------- | ------------------------------------------------------------------------------- |
| 5-3-2014                                                                        | Buftea                                                                          | Romania under 21                                                                | 3 – 1                                                                           | Fær Øer under 21                                                                | Qual. Europeo Under-21 2015                                                     | -                                                                               |                                                                                 |
| 13-8-2014                                                                       | Ploiești                                                                        | Romania under 21                                                                | 2 – 1                                                                           | Italia under 21                                                                 | Amichevole                                                                      | -                                                                               |                                                                                 |
| 8-10-2014                                                                       | Buzău                                                                           | Romania under 21                                                                | 3 – 1                                                                           | Albania under 21                                                                | Amichevole                                                                      | -                                                                               |                                                                                 |
| 13-10-2014                                                                      | Skopje                                                                          | Macedonia under 21                                                              | 2 – 1                                                                           | Romania under 21                                                                | Amichevole                                                                      | -                                                                               |                                                                                 |
| 26-3-2015                                                                       | Târgu Mureș                                                                     | Romania under 21                                                                | 3 – 0                                                                           | Islanda under 21                                                                | Amichevole                                                                      | 1                                                                               |                                                                                 |
| 16-6-2015                                                                       | Târgu Mureș                                                                     | Romania under 21                                                                | 3 – 0                                                                           | Armenia under 21                                                                | Qual. Europeo Under-21 2017                                                     | -                                                                               |                                                                                 |
| 4-9-2015                                                                        | Târgu Mureș                                                                     | Romania under 21                                                                | 0 – 2                                                                           | Bulgaria under 21                                                               | Qual. Europeo Under-21 2017                                                     | -                                                                               |                                                                                 |
| 8-9-2015                                                                        | Erevan                                                                          | Armenia under 21                                                                | 2 – 3                                                                           | Romania under 21                                                                | Qual. Europeo Under-21 2017                                                     | -                                                                               |                                                                                 |
| Totale                                                                          |                                                                                 | Presenze                                                                        | 8                                                                               |                                                                                 | Reti                                                                            | 1                                                                               |                                                                                 |

## Palmarès

### Club

#### Competizioni nazionali
- Coppa di Romania: 1

U Craiova: 2017-2018